# Cneoranidea wuyiensis
Cneoranidea wuyiensis is een keversoort uit de familie bladkevers (Chrysomelidae). De wetenschappelijke naam van de soort werd in 1998 gepubliceerd door Yang & Wang in Wang & Wu.